# Oxalis chnoodes
Oxalis chnoodes är en harsyreväxtart som beskrevs av A. Lourteig. Oxalis chnoodes ingår i släktet oxalisar, och familjen harsyreväxter. Inga underarter finns listade i Catalogue of Life.